# Tricostularia undulata
Tricostularia undulata är en halvgräsart som först beskrevs av George Henry Kendrick Thwaites, och fick sitt nu gällande namn av Johannes Hendrikus Kern. Tricostularia undulata ingår i släktet Tricostularia och familjen halvgräs. Inga underarter finns listade i Catalogue of Life.